# Александър Бранеков
Александър Бранеков е бивш български футболист, централен защитник. Роден на 31 май 1987 в София.

## Кариера
Бранеков е юноша на ЦСКА (София). Шампион на България за сезон 2004/2005 г. и носител на Купата на България за 2006. За сезон 2007/2008 е преотстъпен на Локомотив (Пловдив). От лятото на 2008 г. е отново играч на ЦСКА. Носител на Суперкупата на България за 2008 г.
От 2011 се състезава за Локомотив София, като през януари 2013 е избран за новия капитан на железничарите, след като Кристиян Добрев приема статут на играещ помощник на треньора Емил Велев, като Добрев не играе редовно. През 2015 г. той подписва с ЦСКА (София). В края на май е освободен, заедно с Николай Дичев. През юни 2016 г. подписва със Славия (София).

## Отличия
- Купа на България – 1 път носител (2006) с ЦСКА (София)
- Купа на България – 1 път носител (2016) с ЦСКА (София)
- Суперкупа на България – 1 път носител (2008) с ЦСКА (София)
- Шампион на Югозападна В група с ЦСКА (София) през 2015/2016 г.

## Статистика по сезони
| Сезон    | Отбор             | Първенство            | Мачове | Голове |
| -------- | ----------------- | --------------------- | ------ | ------ |
| 2005/06  | ЦСКА (София)      | А футболна група      | 13     | 1      |
| 2006/07  | ЦСКА (София)      | А футболна група      | 2      | 0      |
| 2007/08  | ЦСКА (София)      | А футболна група      | 7      | 0      |
| 2007/08  | → Локомотив (Пд)  | А футболна група      | 7      | 0      |
| 2008/09  | ЦСКА (София)      | А футболна група      | 6      | 0      |
| 2009/10  | ЦСКА (София)      | А футболна група      | 7      | 1      |
| 2010/11  | Видима Раковски   | А футболна група      | 27     | 2      |
| 2011 ес. | Видима Раковски   | А футболна група      | 14     | 2      |
| 2012 пр. | Локомотив (София) | А футболна група      | 12     | 0      |
| 2012/13  | Локомотив (София) | А футболна група      | 27     | 0      |
| 2013/14  | Локомотив (София) | А футболна група      | 26     | 2      |
| 2014/15  | Локомотив (София) | А футболна група      | 26     | 1      |
| 2015/16  | ЦСКА (София)      | Югозападна Трета лига | 10     | 1      |
| 2016/17  | Славия (София)    | Първа лига            | 9      | 0      |
| 2017/18  | Септември (София) | Първа лига            | 4      | 0      |
| 2017/18  | Локомотив (София) | Втора лига            | 6      | 0      |